# Duranville
Duranville – miejscowość i gmina we Francji, w regionie Normandia, w departamencie Eure.
Według danych na rok 1990 gminę zamieszkiwało 171 osób, a gęstość zaludnienia wynosiła 36 osób/km² (wśród 1421 gmin Górnej Normandii Duranville plasuje się na 730. miejscu pod względem liczby ludności, natomiast pod względem powierzchni na miejscu 707).